# Yohei Sato
Yohei Sato (佐藤 洋平, Sato Yohei) est un footballeur japonais né le 22 novembre 1972.